# 尼布勒
尼布勒（法語：Nibles，法語發音：[nibl]）是法国上普罗旺斯阿尔卑斯省的一个市镇，属于福卡尔基耶区。

## 地理
尼布勒（44°16'53"N, 6°1'9"E）面积12.31 平方千米，位于法国普罗旺斯-阿尔卑斯-蓝色海岸大区上普罗旺斯阿尔卑斯省，该省份为法国东南部内陆省份，北起上阿尔卑斯省，西接沃克吕兹省，西北接德龙省，南至瓦尔省，东临滨海阿尔卑斯省，东北部与意大利接壤。
与尼布勒接壤的市镇（或旧市镇、城区）包括：沙托福尔、拉莫特迪凯尔、瓦莱尔讷、沃梅伊。

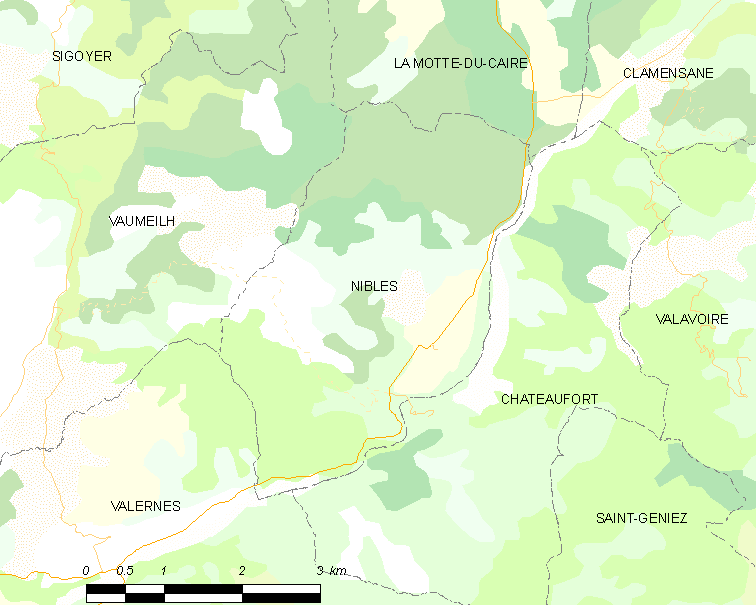
尼布勒的OSM定位图

尼布勒的时区为UTC+01:00、UTC+02:00（夏令时）。

## 行政
尼布勒的邮政编码为04250，INSEE市镇编码为04137。

## 政治
尼布勒所属的省级选区为塞讷县。

## 人口

1962-2008年间尼布勒人口变化图示

尼布勒于2022年1月1日时的人口数量为54人。